# Luis Mateo Díez
Luis Mateo Díez (Villablino, 21 settembre 1942) è uno scrittore spagnolo.

## Biografia
Figlio di un funzionario comunale, Díez è nato il 21 settembre 1942 a Villablino, in provincia di León, dove ha trascorso l'infanzia fino al 1954. Ha studiato giurisprudenza a Oviedo e Madrid. Ha scritto oltre 50 libri fino ad oggi. È meglio conosciuto per le sue opere che si concentrano sul regno immaginario di Celama. Ha vinto il Premio nazionale delle Lettere Spagnole nel 2020 e il Premio Miguel de Cervantes nel 2023. Dal 2001, è membro della Real Academia Española (RAE). Dal suo romanzo I mali minori del 1993 è stato tratto Viene una chica, un film del 2011 diretto da Chema Sarmiento.

## Opere

### Narrativa
- (ES) Memorial de hierbas, E.M.E.S.A., 1973, ISBN 9788426571243.
- (ES) Apócrifo del clavel y la espina, E.M.E.S.A., 1977, ISBN 9788426571977.
- (ES) Relato de Babia, Espasa Calpe, 1991  [1981], ISBN 9788423972135.
- (ES) Las estaciones provinciales, Alfaguara, 2006  [1982], ISBN 9788420470030.
- (ES) La Fuente de la edad, Penguin Random House Grupo Editorial España, 2016  [1986], ISBN 9788420425849.
- (ES) El sueño y la herida, Almarabú, 1987, ISBN 9788486197681.
- (ES) Brasas de agosto, Alfaguara, 1989, ISBN 9788420480589.
- (ES) Las horas completas, Alfaguara, 1990, ISBN 9788420480688.
- (ES) El expediente del náufrago, Alfaguara, 1992, ISBN 9788420480961.
- (ES) El espíritu del Páramo, Ollero & Ramos, 1999  [1996], ISBN 9788478951338.
- (IT) Con Maria Vittoria Calvi, I mali minori, Il Nuovo Melangolo, 1996, ISBN 9788870183009.
- (ES) La mirada del alma, Alfaguara, 1997, ISBN 9788420482361.
- (ES) Días del desván, Edilesa, 1997, ISBN 9788480121705.
- (ES) El paraíso de los mortales, Alfaguara, 1998, ISBN 9788420483801.
- (ES) La ruina del cielo: un obituario, Ollero y Ramos, 1999, ISBN 9788478951345.
- (ES) El porvenir de la ficción, Junta de Castilla y León, Consejería de Educación y Cultura, 1999, ISBN 9788478468072.
- (ES) El árbol de los cuentos, Penguin Random House Grupo Editorial España, 2017  [2006], ISBN 9788466344814.
- (ES) El pasado legendario, Alfaguara, 2000, ISBN 9788420442099.
- (ES) Lunas del Caribe, illustrazioni di Tino Gatagán, SEP, 2002  [2000], ISBN 9789706640369.
- (ES) Las palabras de la vida, Temas de Hoy, 2000, ISBN 9788478808373.
- (ES) El diablo meridiano, Alfaguara, 2001, ISBN 9788420442587.
- (ES) El reino de Celama, Debolsillo, 2017  [2002], ISBN 9788466330985.
- (ES) El eco de las bodas, Alfaguara, 2003, ISBN 9788420465326.
- (ES) Las lecciones de las cosas, Publicaciones de la Residencia de Estudiantes, 2012  [2004], ISBN 9788493998806.
- (ES) Fantasmas del invierno, CASTALIA, 2014  [2004], ISBN 9788497406642.
- (ES) El fulgor de la pobreza, Alfaguara, 2005, ISBN 9788420469041.
- (ES) La gloria de los niños, Alfaguara, 2007  [2006], ISBN 9788420470306.
- (ES) El árbol de los cuentos, Penguin Random House Grupo Editorial España, 2017  [2006], ISBN 9788466344814.
- (ES) La piedra en el corazón, Galaxia Gutenberg, 2006, ISBN 9788481096408.
- (ES) El sol de la nieve: el día que desaparecieron los niños de Celama, Gadir Editorial, 2008, ISBN 9788496974050.
- (ES) Los frutos de la niebla, Alfaguara, 2008, ISBN 9788420474328.
- (ES) El animal piadoso, Galaxia Gutenberg, 2009, ISBN 9788481098273.
- (ES) Azul serenidad: o la muerte de los seres queridos, Punto de Lectura S.L., 2011  [2010], ISBN 9788466318785.
- (ES) La cabeza en llamas, Galaxia Gutenberg, 2012, ISBN 9788415472070.
- (ES) Fábulas del sentimiento, Penguin Random House Grupo Editorial España, 2013, ISBN 9788420413679.
- (ES) La soledad de los perdidos, Penguin Random House Grupo Editorial España, 2014, ISBN 9788420418360.
- (ES) Vicisitudes, Penguin Random House Grupo Editorial España, 2017, ISBN 9788420429656.
- (ES) Juventud de cristal, Penguin Random House Grupo Editorial España, 2019, ISBN 9788420435664.
- (ES) Gente que conocí en los sueños, illustrazioni di MO Gutierrez, Nórdica Libros, 2019, ISBN 9788417651671.
- (ES) Celama (un recuento), Penguin Random House Grupo Editorial España, 2022, ISBN 9788420462073.
- (ES) El limbo de los cines, illustrazioni di Emilio Urberuaga, Nórdica Libros, 2023, ISBN 9788419735591.

## Poesia
- Teoría y poemas (1971)
- Señales de humo (1972)
- Parnasillo Provincial de poetas apócrifos (1975)